# Brachycephalus
Genre
Synonymes
- Ephippipher Cocteau, 1835
- Psyllophryne Izecksohn, 1971

Brachycephalus est un genre d'amphibiens de la famille des Brachycephalidae.

## Répartition
Les 31 espèces de ce genre sont endémiques du Sud-Est du Brésil.

## Liste des espèces
Selon Amphibian Species of the World (22 mars 2016) :
- Brachycephalus alipioi Pombal & Gasparini, 2006
- Brachycephalus atelopoide Miranda-Ribeiro, 1920
- Brachycephalus auroguttatus Ribeiro, Firkowski, Bornschein & Pie, 2015
- Brachycephalus boticario Pie, Bornschein, Firkowski, Belmonte-Lopes & Ribeiro, 2015
- Brachycephalus brunneus Ribeiro, Alves, Haddad & Reis, 2005
- Brachycephalus bufonoides Miranda-Ribeiro, 1920
- Brachycephalus crispus Condez, Clemente-Carvalho, Haddad & Reis, 2014
- Brachycephalus dacnis Toledo et al., 2024[3]
- Brachycephalus darkside Guimarães, Luz, Rocha & Feio, 2017
- Brachycephalus didactylus (Izecksohn, 1971)
- Brachycephalus ephippium (Spix, 1824)
- Brachycephalus ferruginus Alves, Ribeiro, Haddad & Reis, 2006
- Brachycephalus fuscolineatus Pie, Bornschein, Firkowski, Belmonte-Lopes & Ribeiro, 2015
- Brachycephalus garbeanus Miranda-Ribeiro, 1920
- Brachycephalus guarani Clemente-Carvalho, Giaretta, Condez, Haddad & Reis, 2012
- Brachycephalus hermogenesi (Giaretta & Sawaya, 1998)
- Brachycephalus izecksohni Ribeiro, Alves, Haddad & Reis, 2005
- Brachycephalus leopardus Ribeiro, Firkowski & Pie, 2015
- Brachycephalus margaritatus Pombal & Izecksohn, 2011
- Brachycephalus mariaeterezae Bornschein, Morato, Firkowski, Ribeiro & Pie, 2015
- Brachycephalus nodoterga Miranda-Ribeiro, 1920
- Brachycephalus olivaceus Bornschein, Morato, Firkowski, Ribeiro & Pie, 2015
- Brachycephalus pernix Pombal, Wistuba & Bornschein, 1998
- Brachycephalus pitanga Alves, Sawaya, Reis & Haddad, 2009
- Brachycephalus pombali Alves, Ribeiro, Haddad & Reis, 2006
- Brachycephalus pulex Napoli, Caramaschi, Cruz & Dias, 2011
- Brachycephalus quiririensis Pie & Ribeiro, 2015
- Brachycephalus sulfuratus Condez, Monteiro, Comitti, Garcia, Amaral & Haddad, 2016
- Brachycephalus toby Haddad, Alves, Clemente-Carvalho & Reis, 2010
- Brachycephalus tridactylus Garey, Lima, Hartmann & Haddad, 2012
- Brachycephalus verrucosus Ribeiro, Firkowski, Bornschein & Pie, 2015
- Brachycephalus vertebralis Pombal, 2001

## Étymologie
Le nom de ce genre vient du grec brachys, court, de kephale, la tête, en référence à l'aspect des espèces de ce genre.

## Publication originale
- Fitzinger, 1826 : Neue classification der reptilien nach ihren natürlichen verwandtschaften. Nebst einer verwandtschafts-tafel und einem verzeichnisse der reptilien-sammlung des K. K. zoologischen museum's zu Wien, p. 1-67 (texte intégral).